# 577. pehotni polk (Wehrmacht)
Za druge 577. polke glejte 577. polk.
577. pehotni polk (nemško Infanterie-Regiment 577) je bil eden izmed pehotnih polkov v sestavi redne nemške kopenske vojske med drugo svetovno vojno.

## Zgodovina
Polk je bil ustanovljen 5. decembra 1940 kot polk 13. vala na področju Ravensburga iz delov 519. in 520. pehotnega polka; polk je bil dodeljen 305. pehotni diviziji.
13. četa je bila ustanovljena 1. marca 1942, 14. četa pa 4. aprila 1942.
15. oktobra 1942 je bil polk preimenovan v 577. grenadirski polk.